# 竹内大二
竹内 大二（たけうち だいじ、1960年 - ）は、日本の官僚、教育者。岡山大学理事・副学長などを務めた。

## 概要
岡山県美作市出身。
- 1984年 - 名古屋大学大学院工学研究科 修了、科学技術庁 入庁
- 1987年 - 郵政省通信政策局宇宙通信開発課 係長
- 1991年 - 科学技術庁原子力局政策課原子力調査室 室長補佐
- 1992年 - カリフォルニア大学
- 1998年 - 科学技術庁科学技術政策局計画・評価課 企画官
- 1999年 - 外務省在スウェーデン日本国大使館 一等書記官
- 2002年 - 内閣府男女共同参画局総務課 企画官
- 2006年 - 国際科学技術センター事務局 次長
- 2008年 - 内閣府原子力安全委員会事務局審査指針課 課長
- 2010年 - 独立行政法人放射線医学総合研究所総務部 部長
- 2014年 - 原子力規制委員会原子力規制庁長官官房 原子力安全技術総括官
- 2015年 - 大学共同利用機関法人高エネルギー加速器研究機構 理事・管理局長
- 2017年 - 岡山大学 理事・副学長（研究担当）[1][2]
- 2019年 - 同大学 理事・副学長（研究担当） 退任（任期満了）
- 2020年 - 大学共同利用機関法人高エネルギー加速器研究機構研究支援戦略推進部リサーチアドミニストレーター[3]